# Snotaap
Een snotaap (ook wel snotneus, snot(ter)baard, of snotjongen) is de pejorative (neerbuigende) benaming voor een kind of jongmens. 

## Gebruik en achtergrond
Het wordt meestal gebruikt wanneer kinderen zich met iets willen bemoeien waar ze naar het oordeel van ouderen nog te jong voor zijn, of wanneer ze zich brutaal op de voorgrond proberen te dringen. De term refereert aan het gegeven dat kinderen hun snotneus vaak niet zelfstandig (kunnen) snuiten of afvegen en dat apen brutale en nieuwsgierige dieren zijn. 

### Belediging van een ambtenaar in functie
Het gebruik van het woord snotaap of snotneus richting een ambtenaar zoals een agent van de politie is doorgaans strafbaar. Zo kon men bijvoorbeeld aan het einde van de 19e eeuw bijvoorbeeld nog zeven dagen hechtenis krijgen als men met het woord een ambtenaar in functie beledigde. Omstandigheden spelen tegenwoordig wel mee; in 2018 werd bijvoorbeeld een verdachte vrijgesproken van het beledigen van een ambtenaar in functie nadat deze twee hoofdagenten onder meer snotneuzen had genoemd - de verdachte was onterecht in de boeien geslagen.

### Gekscherend gebruik in onder meer de politiek
De aanduiding snotneus is wel gebruikt voor diverse zogenaamde bekende Nederlanders, vooral politici, die zich in de ogen van anderen vroegwijs gedroegen of uitlieten. 
Tekenaar Opland heeft politicus Hans Wiegel steevast als en met snotneus afgebeeld. Wiegel was reeds op jonge leeftijd fractievoorzitter van de VVD. Nadien is de aanduiding ook voor anderen gebruikt. Journalist Fons de Poel zorgde zelfs voor enige ophef door politicus Jesse Klaver in het tv-programma Brandpunt "snotneus" te noemen. Later gebruikte Klaver deze aanduiding enige malen als geuzennaam. Ook andere jonge politici werden na die tijd, al dan niet gekscherend, als zodanig aangeduid, zoals Rob Jetten, Jan Paternotte, Malik Azmani, Martijn van Helvert en Henk Nijboer.

## Trivia
- In het Beestenkwartet van illustrator Peter Vos komt de Snotaap voor als personage, tezamen met personages als Schijtlijster, Sloddervos, Werkezel, Luistervink en Kloothommel.
- In vroeger tijd stond de lommerd ook bekend als "snotneus"; er bestond het gezegde iets naar snotneus brengen voor als men iets naar de lommerd bracht.[12]
- De TROS zond in de jaren '80 een hoorspel uit op de radio onder de titel "Snotneus Ahoy". Dit hoorspel was bedoeld voor kleuters.
- Het Snotneusje was ook een Amsterdams draaiorgel. Tijdens de beschieting op de Dam aan het einde van de Tweede Wereldoorlog bood dit orgel beschutting tegen de inslaande kogels. Het orgel staat momenteel in het Amsterdams Historisch Museum.[13]